# Chen Yanping
Chen Yanping (né le 7 janvier 1966) est un athlète chinois, spécialiste du triple saut.

## Biographie
Vainqueur des Jeux asiatiques de 1990, Chen Yanoing remporte la médaille d'or du triple saut lors des championnats d'Asie 1989 et 1991. En 1991, il atteint la finale des championnats du monde en salle et des Universiades d'été. 
Il participe aux Jeux olympiques de 1988 et 1992, sans pouvoir accéder, à chaque fois, à la finale du concours.  

### Palmarès
| Date | Compétition                    | Lieu         | Résultat | Performance |
| ---- | ------------------------------ | ------------ | -------- | ----------- |
| 1989 | Championnats d'Asie            | New Delhi    | 1er      | 16,95 m     |
| 1990 | Jeux asiatiques                | Pékin        | 1er      | 17,51 mw    |
| 1991 | Championnats du monde en salle | Séville      | 6e       | 16,70 m     |
| 1991 | Universiade                    | Sheffield    | 2e       | 16,97 m     |
| 1991 | Championnats d'Asie            | Kuala Lumpur | 1er      | 17,22 m     |
| 1993 | Jeux de l'Asie de l'Est        | Shanghai     | 3e       | 15,53 m     |

### Records
| Épreuve     | Performance | Lieu         | Date            |
| ----------- | ----------- | ------------ | --------------- |
| Triple saut | 17,22 m     | Kuala Lumpur | 23 octobre 1991 |